# 中沢純子
中沢 純子（なかざわ じゅんこ、1981年4月11日 - ）は、元女優、元タレント。本名・石塚純子、旧姓・中澤。東京都台東区浅草出身。東京成徳短期大学附属高等学校卒業。現在は浅草の中華料理店「博雅」の女将を務めている。

## 来歴・人物
- 1997年、当時17歳という史上最年少でミス日本コンテスト・フォトジェニック賞を受賞。
- 1998年、「フジテレビ・ビジュアルクィーン・オブ・ザ・イヤー」に輝いた。
- 2001年、当時の所属事務所「トップコート」を脱退し「劇団扉座」に移籍（2004年まで在籍）。以降テレビのほか舞台にも進出し、俳優として活躍していた。
- 2008年12月3日のブログ更新を最後に休止。
- 2011年4月11日のブログ更新の際に、テレビの仕事を辞め、ラーメン屋で働いていることを明かした。
- その後結婚出産し、現在は夫婦で実家の浅草にある中華料理店『博雅』を継いで経営している。2019年7月1日放送のBS-TBS『町中華で飲ろうぜ』で取材され、同時にミス日本での受賞歴が紹介された[2]。2020年7月13日には「再訪SP」として再び高田秋が訪れた。「民放BS5局×TOKIO みんなでBSをつくろう」のコラボレーション企画の中で2022年3月19日放送分で『町中華で飲ろうぜ スペシャル』として玉袋筋太郎と松岡昌宏が訪れた際にも紹介された。[3]

## 出演

### バラエティ
- Vダッシュ!!セレッソ（テレビ大阪）
- 町中華で飲ろうぜ （2019年7月1日、2020年7月13日 BS-TBS） - 浅草『博雅』経営者として
- 民法BS5局×TOKIO みんなでBSをつくろう!町中華で飲ろうぜ スペシャル （2022年3月19日、TB-TBS） - 浅草『博雅』経営者として
- マツコ&有吉 かりそめ天国（2023年9月8日 、テレビ朝日） - 浅草『博雅』経営者として

### テレビドラマ
- 美少女H2（1998年、フジテレビ）
- あぶない放課後（1999年4月～6月、テレビ朝日） - 溝口楓 役
- 小市民ケーン（1999年7月〜9月、フジテレビ） - 須藤いずみ役
- ベストフレンド（1999年、テレビ朝日）- 入江麻亜子 役
- 土曜ワイド劇場「渡り番頭・鏡善太郎の推理」第2作(2001年6月2日、テレビ朝日) -河内友子 役
- 金曜エンタテイメント「松本清張スペシャル・黒い樹海」（2005年10月21日、フジテレビ）
- 金曜ナイトドラマ「てるてるあした」（2006年4月 - 6月、テレビ朝日） - 末広真澄 役
- 医龍 -Team Medical Dragon2-（2007年、フジテレビ） - 北洋病院看護師・川崎あずさ 役
- キミ犯人じゃないよね? 第8話（2008年5月、テレビ朝日） - アナウンサー・青井みどり 役
- ラスト・フレンズ（2008年6月5日、フジテレビ） - 川崎看護師 役
- CHANGE 第6話（2008年5月、フジテレビ）
- 猿ロック Episode4-1（2009年9月17日、読売テレビ） - 真奈美 役

### ビデオ作品
- First Impression（ポニーキャニオン・1998年8月19日発売）
ビジュアルクイーン最後の非ハイビジョン制作作品である。ビデオカセットのみでの発売も本作が最後となった。